# Monte Uluigalau
El monte Uluigalau es la mayor altura de la isla de Taveuni, en Fiyi. Se eleva a 1241 m s. n. m. y es el segundo pico a escala nacional.